# Basilio Mesardonites
Basilio Argyro Mesardonites fue catapán de Italia, esto es, el representante del Imperio romano de oriente en el thema de Italia, de 1010 a 1016 (o 1017). 
Fue el sucesor del katepano Juan Curcuas, que murió luchando contra los lombardos acaudillados por Melo de Bari, a principios de 1010. En marzo de ese año, el catapán Basilio Mesardonites desembarcó con refuerzos de Constantinopla comandados por el strategos de Cefalonia, León Tornikio Kontoleon. Los rebeldes fueron sitiados inmediatamente en Bari, donde los ciudadanos de origen griego de la ciudad negociaron la rendición y forzaron a los líderes lombardos a huir para ponerse a salvo (Melo huyó primero a Roma y más tarde buscó apoyo del emperador del Sacro Imperio Romano Germánico en Alemania, mientras que su cuñado Dato fue protegido por los monjes benedictinos de Monte Cassino). Basilio Mesardonites entró en la ciudad rendida el 11 de junio de 1011, restableciendo la autoridad bizantina sin realizar persecuciones indiscriminadas contra los no afectos: solo envió a los familiares de los líderes lombardos rebeldes (entre ellos, al propio hijo de Melo de Bari, Argiro), a Constantinopla. 
El siguiente movimiento político de Basilio en el Catapanato de Italia fue intentar aliar al Imperio tantos principados lombardos de Mezzogiorno italiano como fuese posible. Visitó Salerno en octubre de 1011, donde el príncipe Guaimario III estaba sujeto, al menos nominalmente, a vasallaje bizantino. Después continuó hasta Monte Cassino, monasterio dominado por abades de orígenes lombardos (no griegos) que estaban protegiendo en sus tierras (un dominio independiente, sometido solo al papado de Roma) a Dato de Bari. Sin embargo, el catapán Basilio Mesardonites confirmó al abad Atenulfo (hermano del príncipe de Capua Pandulfo IV, el Lobo de los Abruzos), todos los privilegios que el monasterio de Monte Cassino poseía en el territorio bizantino de Italia. Entonces, el monasterio expulsó a Dato de Bari, que se refugió en territorio papal. Basilio Mesardonites mantuvo el Catapanato de Italia en paz hasta su muerte en 1016 (o en 1017, según las crónicas de Lope Protospatario. Su sucesor fue el strategos de Cefalonia antes mencionado, León Tornikio Kontoleon. 